# ترور رودز
ترور رودز (انگلیسی: Trevor Rhodes؛ زادهٔ ۹ اوت ۱۹۴۸) بازیکن فوتبال است.
از باشگاه‌هایی که در آن بازی کرده‌است می‌توان به باشگاه فوتبال آرسنال اشاره کرد.